# 白十字病院・白十字リハビリテーション病院
社会医療法人財団白十字会　白十字病院（しゃかいいりょうほうじんざいだんはくじゅうじかい はくじゅうじびょういん）は、福岡市西区にある医療機関である。本記事では同病院を設置している社会医療法人財団白十字会が運営している白十字リハビリテーション病院についても述べる。

## 概要
長崎県佐世保市に本部を置く医療法人白十字会（現・社会医療法人財団白十字会）が1982年に開設した病院。2021年に福岡市中央卸売市場西部市場跡地利用に関する事業提案公募に応募し、事業者に決定したことで新築移転、旧病院敷地にはリハビリテーション施設を中心とした病棟約160床が残り、これを分離して「白十字リハビリテーション病院」として開業した。

## 沿革
（白十字会公式サイトより一部抜粋して引用）
- 1929年 - 佐世保市に現在の佐世保中央病院の前身となる「富永内科医院」が開設。
- 1951年 - 医療法人白十字会設立。
- 1982年 - 白十字病院開設（福岡市石丸3丁目2-1）。
- 1997年（平成9年）  - 開放型病院に認定。
- 1998年（平成10年） - （財）日本医療機能評価機構による病院機能評価「一般B」（Ver3.1）取得
- 2002年（平成14年） - 新館（東棟）開設。
- 2003年（平成15年） - （財）日本医療機能評価機構による病院機能評価認定更新（2回目認定）
- 2004年（平成16年） - 第2世代オーダリングシステム稼働。
- 2005年（平成17年） - 院外処方開始。
- 2006年（平成18年） - 居宅介護支援事業所開設。地域医療連携ネットワーク「クロスネット」稼働。
- 2007年（平成19年） - 院内託児施設「ピュアキッズ」業務開始。
- 2008年（平成20年） - 電子カルテHOMES（Hakujyujikai Organizing Health and Medical Information Enterprising System[9]）稼働。
  - 同年 - （財）日本医療機能評価機構による病院機能評価認定更新（3回目認定）
- 2011年（平成23年） - 「社会医療法人財団白十字会」認可。
- 2013年（平成25年） - （財）日本医療機能評価機構による病院機能評価認定更新（4回目認定）
- 2015年（平成27年） - 訪問看護ステーション白十字開設。
- 2019年（平成31年） - （財）日本医療機能評価機構による病院機能評価認定更新（5回目認定）
- 2021年（令和3年） - 白十字病院新築移転（福岡市西区石丸4-3-1）、白十字リハビリテーション病院開設（福岡市西区石丸3-2-1）。院内ネットワークをSDN化[10]。

## 診療科
- 内科
- 糖尿病内科
- 脳・血管内科
- 脳神経内科
- 腎臓内科、
- 人工透析内科
- 肝臓内科

- 消化器内科
- 心臓血管内科
- 内分泌内科
- 呼吸器内科
- 放射線科
- 精神科
- 外科

- 消化器外科
- 肝臓・胆のう・膵臓外科
- 肛門外科
- 乳腺外科
- 心臓血管外科
- 血管外科
- 整形外科

- 脳神経外科
- 泌尿器科
- 形成外科
- 眼科
- 救急科
- 麻酔科
- リハビリテーション科

- 臨床検査科
- 病理診断科
- 歯科
- 歯科口腔外科

## 医療機関の指定等
- 地域医療支援病院（福岡県承認）（平成24年7月27日[11]）
- 基幹型臨床研修病院（厚生労働省指定）
- へき地医療拠点病院
- 開放型病院（福岡県承認）（平成9年9月）
- 救急告示病院
- 病院機能評価認定（(財)日本医療機能評価機構）（平成31年2月第5回目認定[12]）

## 施設
白十字病院（館内施設）
- 売店（ヤマザキショップ）
- 銀行ATM（福岡銀行）
- レストラン リリポン
- 医療情報プラザ（入院患者専用図書室）
- 理美容室　アニー（入院患者専用）

白十字病院（付属施設）
- 薬局（ココカラファイン） - 駐車場棟1F

白十字リハビリテーション病院
- 売店（ヤマザキショップ）
- 美容室　FUNNY（入院患者専用）[13]

## 周辺施設
- 石丸中央公園 - 旧西部市場跡地の西側敷地に市が整備[14]。
- 西部中継所 - 旧西部市場出荷生産者・買受人らのために青果物流通を補足する施設。
- 福岡西郵便局
- MEGAドン・キホーテ福重店
- 福重ジャンクション

## 交通アクセス
- 自動車
  - 福岡都市高速道路環状線（天神方面から）内回り・姪浜出口より南西1400m／（野多目方面から）外回り・福重出口より北進1400m
  - 西九州自動車道・拾六町ICより東進1600m、「外環西口」交差点左折600m

- 駐車場は白十字病院・白十字リハビリテーション病院各院施設内にあるほか、周辺にタイムズ等の民営有料駐車場も所在している。

- 鉄道
  - 福岡市地下鉄七隈線 橋本駅より約2.0km（車で約7分・徒歩約24分）
  - 福岡市地下鉄空港線・JR筑肥線 姪浜駅より約2.1km（車で約7分・徒歩約24分）
- 西鉄バス
  - 博多駅・天神方面から「506」番（都市高速経由野方行き乗車35分「福岡西郵便局前」下車）
  - 姪浜駅より「1-4」番（野方行き乗車約10分「福岡西郵便局前」下車）

- なお、同停留所はかつて「白十字病院前」の名称であったが、当院移転に先立ち2021年3月頃に停留所名を変更した。

- 姪浜駅・橋本駅よりそれぞれ病院無料送迎バスを運行している[15]。
  - ■ 姪浜駅（駅北側ロータリー内）→白十字病院（正面玄関前）→白十字リハビリテーション病院（正面玄関前）→姪浜駅
  - ■ 橋本駅（駅ロータリー内）→白十字病院（正面玄関前）→白十字リハビリテーション病院（正面玄関前）→姪浜駅

## 白十字会グループ

### 福岡地区
白十字会グループ福岡として以下の施設を設置、運営している。
- 訪問看護ステーション白十字 - 訪問看護
- 24時間対応ヘルパーステーション白十字 - 定期巡回・随時対応型訪問介護看護（連携型）
- ドリームステイはばたき - 住宅型有料老人ホーム
- 白十字ケアプランセンター福岡 - 居宅介護支援
- ドリームケア白十字 - 地域密着型通所介護
- ドリームケア石丸 - 認知症対応型通所介護

### 佐世保地区
同財団は長崎県佐世保市に本部を置き、同市内で佐世保中央病院をはじめ各施設を設置、運営している。
- 佐世保中央病院
- 耀光リハビリテーション病院　その他